# Ředitel XXL
Ředitel XXL (v anglickém originále C.E.D'oh) je 15. díl 14. řady (celkem 306.) amerického animovaného seriálu Simpsonovi. Scénář napsal Dana Gould a díl režíroval Mike B. Anderson. V USA měl premiéru dne 16. března 2003 na stanici Fox Broadcasting Company a v Česku byl poprvé vysílán 14. prosince 2004 na stanici ČT1.

## Děj
Ospalá Marge je na Valentýna příliš unavená na to, aby měla sex s dychtivým a dobře připraveným Homerem, který sklesle odchází z domu. Uvidí billboard školy nabízející rozšiřující kurzy. Vydá se do školy a pokusí se absolvovat kurz striptýzu pro svou ženu, který vyučuje doktor Dlaha, ale je vyhozen za to, že se natřel olejem. Náhodou se Homer dostane do jiného kurzu, který vyučuje strategie pro úspěch na pracovišti. 
Inspirován výukou začne zkoumat problémy v elektrárně a navrhovat řešení panu Burnsovi, který je všechna odmítne, aniž by si je přečetl. Později Homer zaslechne Burnsovo prohlášení, že z kanárka udělal legálního majitele elektrárny, aby se vyhnul případným následkům pochybení. S pomocí Barta vymyslí Homer plán, jak Burnse svrhnout tím, že kanárka osvobodí. 
Homer Burnsovi namluví, že do továrny přijel tým inspektorů, aby zkontroloval podmínky v továrně; když Burns nemůže kanárka najít, zpanikaří a jmenuje Homera novým majitelem. Homer nejprve vyhodí Burnse z balkonu kanceláře a nechá ho odvést taxíkem. Burns a Smithers prchají do Marrákeše v Maroku s úmyslem nakoupit velké množství opia. 
Povinnosti spojené s vedením továrny brzy donutí Homera trávit většinu času v práci místo s rodinou a poté, co musí propouštět zaměstnance a poslouchat obchodní analytiky, kteří rozebírají problémy továrny, se stává nešťastným. Burns jednou v noci Homera navštíví (informuje ho, že Smithers byl odsouzen k 80 letům vězení za držení drog) a vezme ho na hřbitov, kde mu ukáže hroby lidí, jejichž vztahy s Burnsem kvůli jeho velkému pracovnímu vytížení utrpěly – včetně jeho ženy. Homer se rozhodne vrátit vlastnictví továrny Burnsovi, který ho omámí do bezvědomí a začne ho zazdívat do jedné ze hřbitovních krypt. Při stavbě zdi je však tak pomalý a slabý, že Homer po probuzení snadno rozšlápne těch pár cihel, které Burns položil. Homer se vrátí domů, aby si s rodinou udělal barbecue a znovu si užíval svého starého života.

## Kulturní odkazy
V této epizodě spolu Lenny a Carl začnou bojovat plutoniovými tyčemi, které simulují světelné meče. Žert, který se odehrává ve filmu Americké graffiti, je parodován v krátkém filmu Itchy a Scratchy Bleeder of the Pack. Na konci tohoto filmu se Scratchy účastní letecké havárie společně s Ritchiem Valensem, Buddym Hollym a The Big Bopperem, což je odkaz na tragickou leteckou havárii z 3. února 1959. Legoland je odkazován, když Smithers říká, že pod něj pan Burns už léta ukládá jaderný odpad. Scéna, kdy Ned Flanders zírá na Homera a Marge v noci z okna své ložnice, ve tmě se zapáleným doutníkem, je parodií na film Okno do dvora. Pasáž, v níž se pan Burns pokouší Homera zazdít, je satirou na Sud vína amontilladského od Edgara Allana Poea. Epizoda končí znělkou seriálu The Courtship of Eddie's Father z let 1969–1972.
Vedoucí semináře Successmanship 101, kterého dabuje Hank Azaria, je parodií na postavu Aleca Baldwina ve filmu Konkurenti. 
Bart zvolá „Podívejte se na mě! Já jsem Tomokazu Ohka z Montreal Expos!“ při hraní baseballu, na což Milhouse odpoví: „No, já jsem Esteban Yan z Tampa Bay Devil Rays!“, čímž naráží na relativní neznámost obou nadhazovačů a jejich týmů. Expos se o rok později přestěhovaly do Washingtonu a Devil Rays se o čtyři roky později přejmenovaly na Rays. 
Když doktor Dlaha řekne Homerovi, aby si vzal čtvrťák a zavolal své matce, že nikdy nebude striptérem, jedná se o odkaz na film Papírová honička.

## Přijetí
Ve Spojených státech díl během premiéry sledovalo 13 milionu diváků.
Colin Jacobson z DVD Movie Guide k dílu v rámci hodnocení 14. řady uvedl: „Co se to sakra letos děje? Dva dny po Valentýnu běží díl ‚zpátky do školy‘ a pak polovina března přináší valentýnský díl! Samozřejmě, že by na ničem z toho nemělo záležet, když se díváme na Simpsonovy na DVD, ale stejně to působí divně. Pozitivní je, že Ředitel XXL působí originálněji než několik posledních dílů. Negativní je, že to prostě není tak zábavné. Líbí se mi některé kousky související s Burnsem – letos jsme ho moc neviděli – ale dílu prostě chybí pořádná jiskra. Je to docela obyčejné.“.
Server Simbasible díl označil za „solidní elektrárenskou epizodu“.
V roce 2014 vybrali autoři seriálu Simpsonovi díl Bleeder of the Pack, jenž byl součástí Ředitele XXL, jako jednu z devíti nejoblíbenějších epizod seriálu Itchy a Scratchy všech dob.